# Nijmegen Devils
Le Nijmegen Devils est un club de hockey sur glace de Nimègue aux Pays-Bas. Il évolue en Eredivisie, l'élite néerlandaise.

## Historique
Le club est créé en 2004. Entre 2005 et 2006, il évoluait en Eredivisie qu'il a remporté en 2006. Après la faillite du club en 2006, le club est refondu sous le nom de Devils en 2007.

## Palmarès
- Champion des Pays Bas : 2019
- Vainqueur de l'Eredivisie : 2006.